# 拉賈斯坦的帕坦人
拉賈斯坦的帕坦人，是指住在印度拉賈斯坦邦的普什圖人。

## 歷史
拉賈斯坦的帕坦人多是中世紀時從阿富汗來到印度為當地拉傑普特人拉者服務的僱傭兵。當地的湯克土邦是由來出身優素福查伊氏族的阿明汗於1817年成立，是當地唯一的穆斯林土邦。他們有時稱湯克帕坦人。1857年印度叛變的失敗也導致了羅希拉地區的帕坦人湧入拉賈斯坦。除了在湯克，在阿傑梅爾、齋浦爾和烏代浦爾也能找到他們。他們有三個分支，斯瓦提，布尼里和巴戈迪。大部分的拉賈斯坦帕坦人是屬於優素福查伊氏族族的。他們早已放棄了普什圖語，現在說印地語，以及拉賈斯坦語的各種方言。
拉賈斯坦的帕坦人傳統上在各土邦軍中服務，現在很多都從事國家警察，政府文員以及運輸行業。還有一些人持有土地，特別是在湯克縣，也有一些人從事耕作。他們完全是內婚制的，很少與社區以外的人結婚。
每個拉賈斯坦的帕坦人定居點都有自己的社區議會，被稱為jamaat。議會主席傳統上由當地最有勢力的家庭出任的，但現在多由選舉遺出。如果事情與帕坦人社區整體有關，那麼當地的各種議會成員會聚在一起討論。
拉賈斯坦的帕坦人完全是遜尼派，受到Tablighi Jamat的影響，這是一個迪奧班德改革派組織，該組織活躍在拉賈斯坦邦一帶。